# 朝比奈隆
朝比奈 隆（あさひな たかし、1908年（明治41年）7月9日 - 2001年（平成13年）12月29日）は、大阪フィルハーモニー交響楽団（大阪フィル）の音楽総監督を務めた日本の指揮者。位階は従三位。
左利き（指揮棒は右だが、包丁は左）。朝比奈の出生には謎があり、中丸美繪著『オーケストラ、それは我なりー朝比奈隆 四つの試練』が詳しい。
著名な家族に、長男の朝比奈千足（指揮者、クラリネット奏者）。

## 人物・来歴

### 誕生から満洲時代
東京府東京市牛込区（現在の東京都新宿区）市谷砂土原町の小島家に生まれ、生後まもなく鉄道院技師朝比奈林之助の養子となり朝比奈姓となる。
虚弱児だったため乳母と共に神奈川県国府津の漁村に預けられ、国府津町立国府津尋常小学校（現：国府津小）を経て小田原町立第三尋常小学校（現：新玉小）に学ぶ。小学校3年の3学期から東京に呼び戻され、麻布尋常小学校（現：港区立麻布小学校）に転入学。まもなく中学受験に有利ということで東京府青山師範学校附属小学校（現：学芸大附属世田谷小）に転じた。
旧制中学校受験では、東京高等師範学校附属中学校（現：筑波大附属中・高）や東京府立・東京市立の有名校にことごとく不合格となり、裏口入学のような形で私立高千穂中学校に進む。1922年（大正11年）3月、7年制高等学校である官立旧制東京高等学校（現：東京大学教育学部附属中等教育学校）尋常科2年の編入試験に合格して同校に転入学した。中野区南台に通学する。
1923年（大正12年）に養父を亡くし、1925年（大正14年）には養母も病歿したため、朝比奈姓のまま生家の小島家に戻る。この養父母の死によって、朝比奈は実父が渡辺嘉一と知る。また、実母に関しても朝比奈の長男朝比奈千足は、朝比奈隆伝の著者・中丸美繪に「父が、嘉一と小島里との間の子供であること、父が里の三男であることに関しては確証がありません」と証言している。同年9月の関東大震災で焼け出されて朝比奈家で同居していた父方の親戚の岡部左久司の影響でヴァイオリンの魅力に惹かれ、朝比奈家の祖母からヴァイオリンの焼け残りの中古品を買い与えられたことがきっかけで音楽に興味を示すようになった。当初は東京高等学校尋常科の音楽教師田中敬一にヴァイオリンを習っていたが、やがて田中の紹介で橋本国彦に師事するに至る。ヴァイオリンの練習の傍ら、サッカーや登山、スキー、乗馬、陸上競技などのスポーツにも熱中していた。当時の同級生かつヴァイオリン仲間に篠島秀雄がいる。
旧制東京高等学校高等科文科乙類では同級に日向方斎や清水幾太郎、宮城音弥、内田藤雄、平井富三郎、出淵国保がいた。友人と弦楽四重奏団を結成したり、1927年2月20日の新交響楽団（現：NHK交響楽団）の第1回定期演奏会を聴いたりもした。
1928年（昭和3年）、旧制東京高等学校高等科を卒業し、京大音楽部の指導者であるロシア人指揮者エマヌエル・メッテルを目当てとして京都帝国大学法学部に進学。法学部在学中には同大学のオーケストラ（京都大学交響楽団）に参加し、ヴィオラとヴァイオリンを担当。やがて指揮をメッテルに師事、その他、レオニード・クロイツァーやアレクサンドル・モギレフスキーの影響を受けた。
1931年に京都帝国大学法学部を卒業。鉄道省勤務の実兄の推薦により、月給60円で2年間阪神急行電鉄（現：阪急電鉄）に勤務。電車の運転や車掌、百貨店業務、盗電の摘発などを行う傍ら、チェリストの伊達三郎の誘いで大阪弦楽四重奏団のヴァイオリン奏者として大阪中央放送局 (JOBK) に出演。1933年（昭和8年）、会社員生活に飽き足らず「もう一度学問をやり直したい」という理由で退社し、改めて京都帝国大学文学部哲学科に学士入学し、1年留年して1937年（昭和12年）に卒業。卒論は中世音楽史を扱った内容だった。この間、1936年（昭和11年）2月12日に初めてオーケストラ（後の大阪フィルハーモニー管弦楽団）を指揮。また、1934年（昭和9年）より月給30円で大阪音楽学校（現：大阪音楽大学）に非常勤講師として勤務し、一般教養課程でドイツ語・英語・音楽史・心理学を教えていたが、卒業後の1937年（昭和12年）より教授となった。
1940年（昭和15年）1月31日、新交響楽団の演奏会でチャイコフスキー交響曲第5番他を指揮し、プロデビューを果たす。1941年（昭和16年）、田辺製薬創始者田辺五兵衛会長の実弟、武四郎の長女で東京音楽学校ピアノ科卒の町子と結婚し、神戸市灘区篠原町に居を定める。同年、日米開戦。1942年（昭和17年）からは月給200円で大阪放送管弦楽団の首席指揮者となり、戦意高揚のため『荒鷲に捧げる歌』『海の英雄』などを演奏。1943年（昭和18年）11月末、中川牧三の推薦で大陸に渡り、同年12月8日の「大東亜戦争二周年記念演奏会」を皮切りに上海交響楽団（1943年）で指揮。上海滞在中、1944年（昭和19年）1月、タラワ、マキン両島で玉砕した兵士を弔う歌の作曲を海軍省から命じられ、一晩で書き上げる。1944年（昭和19年）、日本に戻ってからは再び大阪中央放送局に戻り、時おり慰問や軍歌放送の仕事をしていたが、同年5月、要請を受けて大木正夫と満洲国に行き、満洲映画社長の甘粕正彦と会い、約1ヶ月間新京音楽団（新京交響楽団）とハルビン交響楽団を視察。同年秋に再び要請され、妻と伊達三郎を伴って渡満し、大木の交響曲『蒙古』を指揮。同年12月にも渡満。1945年（昭和20年）には関東軍の嘱託を命ぜられ、満洲全土を演奏旅行。大阪と神戸が空襲で被災した上、満洲での活動が波に乗ったこともあり、関東軍報道部長の誘いで1945年（昭和20年）5月には妻と長男を呼び寄せて本格的に満洲に移住、ハルビン特務機関の指揮下に入りハルビンのヤマトホテルに居住したが、8月に終戦を迎えた。ソ連占領軍進駐後、弟子の林元植（後述）や朝比奈ファンの歯科医、小畑蕃などによって日本人狩りの暴徒から匿われつつ、1年以上ハルビンに蟄居。この間、国民政府からの依頼で中国人のオーケストラを編成し、アンサンブルの指導を行っている（1945年10月-1946年4月）。1946年（昭和21年）8月から2ヶ月かけて神戸の自宅に引き揚げた。

### 大阪フィル設立
引き揚げ後は、大阪音楽学校および大阪音楽高等学校に勤務しつつ、1947年（昭和22年）4月、大阪放送管弦楽団出身者などを集め、現在の大阪フィルハーモニー交響楽団の母体となる関西交響楽団を結成する。結成にあたり鈴木剛ら関西経済人の尽力があった。同時に、参加団体として関西オペラ協会も設立した。1950年代からはベルリン・フィルハーモニー管弦楽団や北ドイツ放送交響楽団などヨーロッパの主要なオーケストラに招かれるようになった。1960年（昭和35年）に関西交響楽団を大阪フィルハーモニー交響楽団に改称（定期演奏会の回数は、改称時に数え直している）。同楽団の常任指揮者を経て音楽総監督となり、ヨーロッパ公演を3回、北米公演を1回行い、亡くなるまでその地位にあった。1つのオーケストラのトップ指揮者を54年間務めたことになる。

### ブルックナーの巨匠
1973年（昭和48年）、大阪フィルが東京公演を行った。この公演で取り上げた曲目の中には、ブルックナーの交響曲第5番も含まれていた。1954年（昭和29年）以来しばしばブルックナーを取り上げていた朝比奈であったが、それまでは納得のできる演奏ができなかった。しかし、この東京公演で取り上げた第5番は、朝比奈も上出来と思うほど出来栄えが素晴らしく、聴衆も大喝采を浴びせた。
その聴衆の中に、渋谷で前衛的なライヴハウス「渋谷ジァン・ジァン」を経営している高嶋進がいた。彼は寺山修司などの前衛演劇に傾倒する一方で、大のブルックナーファンであった。この公演に感動した高嶋は、朝比奈&大阪フィルを起用してブルックナーの交響曲全集を作ろうと思い立ち、1978年（昭和53年）にディスク・ジァン・ジァンから全集LPを発売した。この全集は大評判となり、朝比奈は一躍「巨匠」「日本のブルックナー解釈の第一人者」として注目を集めるようになった。
ブルックナーの交響曲で問題になる楽譜の「版」であるが、朝比奈は基本的にハース版を使用している。1975年（昭和50年）の大阪フィルの欧州公演中、10月12日リンツの聖フローリアン修道院で交響曲第7番を指揮した際、会場にノヴァーク版の校訂者レオポルト・ノヴァークが来ており、終演後朝比奈を訪れた。ノヴァークは演奏を称賛し、ノヴァーク版で演奏しなかったことを詫びた朝比奈に、名演の前に版は大した問題ではない旨答えたという。

### 1980年代から晩年
ブルックナー全集の件以降、在京の主要オーケストラからの客演依頼が殺到するようになり、また、レコーディング活動も増加するようになった。1980年代以降朝比奈が出演する演奏会の人気は凄まじく、チケットは即売り切れになることもあった。ブルックナーの交響曲の演奏のほかに、もう一つの主要レパートリーであったベートーヴェンの交響曲の連続演奏会や全集の制作も盛んに行った（ベートーヴェンの交響曲連続演奏会は、1951年から2000年の間に9回行っている）。この頃より、朝比奈はしきりに「時間がない」を口癖にするようになり、録音も多くなった。
1995年（平成7年）に阪神・淡路大震災に遭遇した（朝比奈は1923年の関東大震災にも遭遇している）。また、同年6月には終戦以来50年ぶりにハルビンを訪問し、満洲時代に朝比奈の下で演奏していた元楽員と再会した。1996年（平成8年）にはシカゴ交響楽団に客演。これはピエール・モントゥーの記録を抜く同オーケストラの最高齢の客演であった。
朝比奈は90代以降、「ストコフスキーの最高齢記録を抜く」と公言し、一見では特に大きな身体の故障もなかったため、記録達成は容易と見られていたが、2001年（平成13年）10月24日の名古屋公演におけるチャイコフスキーのピアノ協奏曲第1番（ピアノ：小山実稚恵）、交響曲第5番が最後の舞台となり、演奏会後、体の不調を訴えて入院。そのまま復帰することなく12月29日に死去した。93歳没。「立つことが私の仕事」「立って指揮が出来なくなったら引退」として、練習中でも椅子の類を使わず、最後まで立ったまま指揮をした。生涯現役であった。墓所は神戸市長峰霊園。
長く日本指揮者協会会長も務めた。

### 没後
没後、大阪フィルハーモニー交響楽団創立名誉指揮者となった。訃報は2001年（平成13年）12月31日付各紙の1面を大きく飾った。朝比奈の棺に納められたものは、指揮棒と2001年（平成13年）11月の大阪フィル定期演奏会で指揮する予定であったブルックナーの交響曲第3番の楽譜であった。燕尾服も荼毘に付された。当のブルックナーの交響曲第3番は2002年（平成14年）7月に東京と大阪で若杉弘が指揮、朝比奈の追悼とした。
2002年（平成14年）2月7日にザ・シンフォニーホールで行われた「お別れの会」では朝比奈千足の指揮で、遺志に従ってベートーヴェンの交響曲第7番第2楽章が演奏され、無宗教で行われた。また参列者は朝比奈千足の発声により拍手で故人を見送った。
2007年（平成19年）12月11日から16日まで、リーガロイヤルホテルにて「永遠のマエストロ 朝比奈隆展」が開催された。これは大阪フィル創立60周年記念行事として行われた。
2008年（平成20年）7月9日、生誕100年の日にザ・シンフォニーホールで大阪フィルは記念演奏会を行った。指揮は朝比奈の後任の音楽監督大植英次で、モーツァルトのピアノ協奏曲第23番（ピアノ：伊藤恵）、ブルックナーの交響曲第9番が演奏された。演奏終了後、聴衆は最晩年の朝比奈の多くの演奏会同様にスタンディング・オベーションを行った。

## 受賞・栄典
- 1969年 - 紫綬褒章
- 1972年 - モービル音楽賞
- 1974年 - NHK放送文化賞
- 1976年 - 日本芸術院賞[6]
- 1977年 - ドイツ連邦共和国功労勲章大功労十字章
- 1979年 - 朝日賞[7]
- 1984年 - 毎日芸術賞
- 1986年 - ザ・シンフォニーホール国際音楽賞クリスタル賞
- 1987年 - 勲三等旭日中綬章、キワニス大阪賞
- 1989年 - 文化功労者[8]、オーストリア共和国一等科学芸術名誉十字章、関西大賞大指揮者賞、飛驒古川音楽大賞
- 1994年 - 文化勲章、神戸市名誉市民[9]
- 2001年 - 従三位

朝比奈はベートーヴェンを演奏する時はドイツ連邦共和国功労勲章大功労十字章の略綬を、ブルックナーを演奏する時はオーストリア共和国一等科学芸術名誉十字章の略綬をつけて指揮台に上がっていた。
また、文化功労者顕彰に関しては次のような逸話がある。後述のオール日本人キャストによる『ニーベルングの指環』全曲のCDを聴いた中島源太郎文部大臣（当時）が、「日本人もようやくこのレベル（「指環」を全曲演奏できる）まで到達することが出来た」と涙し、顕彰が内定したと言われている。もっとも、当の中島は顕彰前に亡くなった。

## 「弟子」
朝比奈自身、1970年（昭和45年）に発表した文章の中で「私は、いわゆる世間で言う弟子とか門下生とかいうものを、少なくとも今の職業である指揮者としては持ったことがない」と述べている が、朝比奈の影響下にある指揮者として林元植（韓国人指揮者、1919年 - 2002年8月26日）がおり、朝比奈自身も1973年（昭和48年）の『私の履歴書』の中では林を「私の弟子で、私が退いたあとしばらく指揮棒を振っていた韓国人の林元植君」と呼んでいる。彼は朝比奈のハルピン時代、朝比奈の人柄に感服し影響を受け、朝比奈が満洲を脱出する際いろいろ便宜を図った。朝比奈の「お別れの会」にも参加、献奏したが、ほどなく後を追う様に死去した。朝比奈ともどもサッカーの大ファンであり、2002年（平成14年）のワールドカップ日韓大会にちなんだ、2人が出演する演奏会も企画されていたが、朝比奈の死で幻となった。
他に外山雄三が「私は朝比奈先生の弟子だと思っている」と発言したことがあり、これに対し朝比奈は「先輩の顔を立ててくれたものと考えている」と新聞紙上に書いている。また朝比奈の晩年にあたる1997年（平成9年）から1999年（平成11年）まで下野竜也が大阪フィルの指揮研究員になり、朝比奈の指揮ぶりに接している。また、大阪市音楽団名誉指揮者の木村吉宏も、朝比奈の指導を受けている。
50年以上にわたって朝比奈の薫陶を受けた大阪フィルは、現在でも独特の「大フィルサウンド」を身上としている。

## 演奏活動（レパートリー）
- 若い頃は非常にレパートリーが広く、ロシア音楽に堪能な指揮者という評価もあった。
- 次第に、限られたレパートリーを繰り返し演奏するようになった。特にベートーヴェン、ブラームス、ブルックナーおよびチャイコフスキーの交響曲は、繰り返し演奏してきた。
- ベートーヴェンの交響曲第9番は251回[注釈 10]、ブルックナーの交響曲は197回指揮した。ベートーヴェンの全交響曲を短期間に演奏するチクルス（連続演奏会）も、9回行った。
- ベートーヴェン交響曲全集を7回、ブルックナー交響曲全集を3回、ブラームス交響曲全集を4回録音している。特にベートーヴェンは本場ドイツ・オーストリアの指揮者たちと比べても突出した数字である。
- マーラーの交響曲は第2番以降の作品を、シューマンの交響曲は第3番以降の作品を指揮した。マーラーの交響曲第1番『巨人』については「単なる歌曲のアレンジ」と[要出典]、シューマンの第1番、第2番に対しては「箸にも棒にもかからない」と、低い評価を下しており[要出典]、特に1980年代以降は演奏しようともしなかった。一方で、記念的な演奏会では、リヒャルト・シュトラウスのアルプス交響曲をしばしば演奏した。
- オペラ公演も数多くこなし、歌詞の翻訳も朝比奈自ら行った。またワーグナーの『ニーベルングの指環』をオール日本人キャストで4年がかりで演奏した（新日本フィルハーモニー交響楽団。1984 - 1987年。『神々の黄昏』は日本初演）[13]。
- 日本の作曲家の作品として、大阪フィルのホルン奏者であった大栗裕の作品の多くを初演した。服部良一の『おおさかカンタータ』、松下真一の交響幻想曲『淀川』などの、祝典的な作品の演奏も行った。
- 朝比奈が日本初演した作品としては、レスピーギの『ローマの祭』、シェーンベルクの管弦楽のための変奏曲、フォーレのレクイエム、ブルックナーの交響曲第0番と『ヘルゴラント』、大栗裕の『管弦楽のための協奏曲』『管弦楽のための神話』などがある。

## 演奏活動（演奏団体）
自らが創設・育成した関西交響楽団 - 大阪フィルが断然多いが、それ以外にも国内のほとんどのプロ・オーケストラ、ヨーロッパの多くのオーケストラを指揮している。
関東では、新日本フィル・NHK交響楽団・東京交響楽団・東京都交響楽団を、晩年に至るまで指揮し続けた。読売日本交響楽団、日本フィルハーモニー交響楽団、東京シティ・フィルハーモニック管弦楽団、東京フィルハーモニー交響楽団、新星日本交響楽団についても客演歴がある。
関西並びに中国地方では、大阪フィル以外には京都市交響楽団や倉敷音楽祭祝祭管弦楽団を多く指揮した。倉敷ではベートーヴェンの全交響曲を演奏したが、それと共にモーツァルトの交響曲も取り上げた。関西フィルハーモニー管弦楽団は、経営的には大阪フィルと非友好的な関係にあるにもかかわらず、一度だけ客演した。
海外では、ベルリン・フィルハーモニー管弦楽団、ウィーン・トーンキュンストラー管弦楽団、北ドイツ放送交響楽団等にも客演している。1987年（昭和62年）には、北ドイツ放送交響楽団の来日公演の一部の公演も指揮した。
アマチュア・オーケストラの客演歴はあまり多くない。1976年（昭和51年）には名古屋大学交響楽団を指揮して、ブルックナーの交響曲第8番を演奏した（このときにはワーグナーチューバが入手できず、ユーフォニアムを用いたという話が有名である）。1981年（昭和56年）にはジュネス・ミュージカル・シンフォニー・オーケストラも指揮し、ベートーヴェンの第9を演奏した。朝比奈自身が学生時代に在籍していた京都大学交響楽団については、戦前には常任指揮者の地位にもあったが、1982年（昭和57年）には客演の立場で、ブラームスの交響曲第2番などを指揮した。これらが、朝比奈が演奏会でアマチュア・オーケストラを指揮した最後の機会であり、それ以降は（一部の非公式な場・TV放送企画等を除き）アマチュア・オーケストラとの接点を持っていない。
オーケストラ以外では、吹奏楽団である大阪府音楽団（現：日本センチュリー交響楽団）、大阪市音楽団（現：Osaka Shion Wind Orchestra）を指揮し、演奏会やレコーディングを行っている。また、かつての全日本吹奏楽コンクール連続最優秀校・西宮市立今津中学校吹奏楽部で熱心な客演指導も行った。
1989年（平成元年）、朝比奈を師と仰ぐ鈴木竹男が率いる阪急百貨店吹奏楽団の第1回定期演奏会において客演指揮を務めた。
1995年（平成7年）には、大阪フィルメンバーを中心とした室内楽を指揮し、ブランデンブルク協奏曲第5番、『音楽の捧げもの』を演奏した（ただし後者の演目で、実際に朝比奈が指揮をしたのは「6声のリチェルカーレ」の部分のみである）。

## 録音
朝比奈自身の意向もあり、生前より、スタジオ編集ではなくライヴ録音として残された録音が多い。大阪フィルやNHK交響楽団、倉敷音楽祭祝祭管弦楽団などとのライヴ録音がポニーキャニオンやオクタヴィア・レコード、フォンテック、東武レコーディングスなどからリリースされている。ベートーヴェン、ブラームス、ブルックナーの交響曲については、全集録音が複数種類残されており、特にベートーヴェンの交響曲については、同曲異演のCDが多く残されている。没後はマーラー、リヒャルト・シュトラウス、ヒンデミットなどの作品を指揮した音源が発掘され、CD発売されている。他に北ドイツ放送交響楽団とベートーヴェンの他フランク、レスピーギ、ラヴェルなどを演奏したCDも発売された。2010年（平成22年）6月には、東武レコーディングスよりモーツァルトの後期交響曲のCDがリリースされている（倉敷音楽祭のライヴ）。
吹奏楽にも造詣があり、吹奏楽曲の録音もいくつか残されている。親交の深かった大栗裕の作品の他、ウィリアム・フランシス・マクベス、ハロルド・ワルターズなどの録音も残っている。没後、大阪市音楽団を指揮したライブ音源が発掘され、CD発売された。
最初の録音は1940年（昭和15年）に京都大学交響楽団を指揮して録音した、母校の京都大学学歌（テイチク）であり、この事実は朝比奈が没する直前に判明した（それまで最初の録音とされてきたものは、1943年に日本交響楽団を指揮して録音した、深井史郎作曲『ジャワの唄声』であった。恐らく各地の放送局で放送するために製作されたものであろうという説もある）。京都大学学歌については、現在京都大学のサイト の中で鑑賞できる。深井史郎『ジャワの唄声』については、「ローム ミュージック ファンデーション 日本SP名盤復刻選集」の中でCD収録された。

## 逸話など
- 朝比奈の指揮者デビューは遅かったが、師であるメッテルからは「一日でも長く生きて、一回でも多く舞台に立て」と言われた。
- サッカー好きで、高等学校時代から大学初期は日本でも少しは名の知れたサッカー選手であった、としている。東京高等学校時代の1926年（大正15年）と1928年（昭和3年）の全国高等学校ア式蹴球大会にフルバックとして出場している。篠島秀雄はチームメイト。しかし骨折とその後遺症でクラブ活動は断念した。また大学時代はサッカー中に負傷して楽器が弾けなくなり、メッテルに手ひどく怒られたことがある。
- 「河上肇に学んだろう」という理由で、徴兵検査はいきなり丙種合格とされた。学部が違うので学んでいないという返事をしたが、検査官に一喝されている[注釈 11]。
- 若い頃はがさつさから「がさ」というニックネームだった。大阪フィルの団員には「オッサン」あるいは「親方」と呼ばれた。
- 利き手の他、酒好きという点でも左利きであり、阪神・淡路大震災の際、自宅に駆けつけた音楽評論家の知人を前に泰然として酒を勧めたという。飲んで絆を強めるのは海外で指揮するときにも使った。ただし朝比奈も最初は下戸で阪急時代の上司である正岡忠三郎に飲めるようにしてもらった。
- 食通で料理好きであり、しばしば自ら厨房に立った。
- 大の猫好き。タクシーに乗っている時に野良猫を手なずけるために停車させて車外に出ることがあった。
- 自宅近辺の阪急タクシーの運転手たちとは懇意の仲で、晩年に至ってもお年玉を渡していた。
- 演奏中に指揮棒を落としてしまうことが多かった。そのため楽譜台には指揮棒が多めに置かれていた。さらに大阪フィルの演奏会ではヴィオラ最前列がしばしば落ちた指揮棒を拾っていた。
- 最後の言葉は「引退するには早すぎる」であった（毎日放送で放映された朝比奈千足へのインタビューより[注釈 12]）。
- 朝比奈の使っていた楽譜には、テンポなど演奏上の覚え以外に演奏日や場所などの記録が日本語・英語・ドイツ語が混在して書き込まれているが、ベートーヴェンの交響曲第9番の楽譜には演奏日の空欄が2行ある。世を去った当日である2001年（平成13年）12月29日とその翌日の30日に毎年恒例となっていた大阪フィルの「第9シンフォニーの夕べ」を自らが指揮する予定であらかじめ欄を作っていたためである。これらの書き込みは全て朝比奈の手書きである。
- 朝比奈は1964年から死去前年の2000年まで、大阪フィルとの12月の演奏会で毎年必ずベートーヴェン「第9」を演奏、日本人の「暮れの第9」イメージ定着に一役買った指揮者の一人でもある。特に1985年からは12月29日・30日に朝比奈／大阪フィルによる「第9」演奏会の日程が固定化（演奏会場も毎年フェスティバルホール）され、大阪の暮れの恒例演奏会として親しまれた（先述通り2001年も同日に「第9」演奏会が企画されていた）。朝比奈の死後も同日の大阪フィルによる「第9」演奏会は開催が続いている。
- また毎年「第9」で仕事納めの後、新春仕事初めとなる大阪フィルとの演奏会（こちらも会場はフェスティバルホール）では1975年の新春から2001年まで毎年必ずドヴォルザーク『新世界より』を演奏、こちらも恒例として親しまれていた。1982年から1998年新春は『新世界より』に女性ピアニストを招いてのピアノ協奏曲を組み合わせており、独奏に中村紘子（1985年 - 1994年）、後に朝比奈最後の共演ピアニストともなる小山実稚恵（1995年 - 1997年／3回とも曲目は小山の十八番・チャイコフスキーのピアノ協奏曲第1番）らが招かれた。
- 小惑星の「5023 朝比奈」は朝比奈隆にちなんで名付けられた。
- 本人が晩年まで居住地に定めていた兵庫県では、1950年代から1960年代にかけて、兵庫県内の小学校の校歌を白川渥と共に多数作曲している（神戸市立摩耶小学校や相生市立双葉小学校など）。

## 著書
- 『楽は堂に満ちて：私の履歴書』日本経済新聞社、1978年／中公文庫、1995年
- 『朝比奈隆 音楽談義』（小石忠男との共著）芸術現代社、1978年
- 『朝比奈隆 わが回想』（聞き手矢野暢）、中央公論社〈中公新書〉、1985年／徳間文庫、2002年
- 『朝比奈隆 ベートーヴェンの交響曲を語る』音楽之友社、1990年／中公文庫、2020年（東条碩夫編）
- 『この響きの中に：私の音楽・酒・人生』実業之日本社、2000年
- 『指揮者の仕事：朝比奈隆の交響楽談』実業之日本社、2002年、ほか[14]

## テレビドラマ出演
- 日立テレビシティ『昭和ラプソディ』（1985年、TBS）※ 特別出演